# Callithericles
Callithericles är ett släkte av insekter. Callithericles ingår i familjen Thericleidae.
Kladogram enligt Catalogue of Life:
| Callithericles | \| \| Callithericles brazzavillensis \| \| \| \| \| \| Callithericles schwarti \| \| \| \| |
|                | \| \| Callithericles brazzavillensis \| \| \| \| \| \| Callithericles schwarti \| \| \| \| |
|                | Callithericles brazzavillensis                                                             |
|                |                                                                                            |
|                | Callithericles schwarti                                                                    |
|                |                                                                                            |